# Tridu Songtsen
Tridu Songtsen (em tibetano: ཁྲི་འདུས་སྲོང་བཙན་, Wylie: Khri 'dus-srong btsan, também escrito Dusong Mangban, 670–704), foi monarca do Império Tibetano entre 676 e 704.

## Ascensão ao trono
Tridu ascendeu ao trono tibetano após a morte de seu pai, Mangsong Mangtsen, em 676. O Antigo Livro de Tang afirma que 'Dusong tinha oito anos em 679 - nove anos pelos cálculos ocidentais.   Ele nasceu, portanto, presumivelmente em 670 e tinha seis ou sete anos quando iniciou seu reinado. Devido à sua juventude, quando foi entronizado  o segundo filho do ministro Gar Tongtsen, Gar Tridring (Khri'bring), foi seu Lönchen (regente). 

## Rebelião de Zhangzhung em 677
Zhangzhung um reino que havia sido conquistado durante o reinado de Songtsen Gampo (605-649) se revoltou logo após a morte do rei Mangsong, mas foi trazido de volta ao controle tibetano pela administração firme de Gar Tridring. 

## A Disputa entre os Gar
Quando Gar Tongtsen morreu em 667 iniciou-se praticamente uma divisão do reino entre seus vários filhos e que trouxe conflitos e divisões inevitáveis. Quando Tridu assume o poder em 676 procura acabar com as disputas entre os irmãos, tirando vantagem de estar na corte enquanto eles estavam governando em territórios distantes. 
Nessa época ainda existiam desentendimentos fronteiriços com os Tang e Tridu utilizou eses desentendimentos em sua empreitada.  Foi o que ocorreu na Região de Khotan, onde Gar Tsenyen governava.  Tsenyen fora derrotado pelas tropas Tang e com suas tropas fragilizadas pode ser facilmente atacado e capturado pelas tropas leais a Tridu que o julgou e o executou.  Em seguida outro  de seus irmãos Gar Tagu foi preso. 
O mesmo destino ocorreu posteriormente com seu próprio Lönchen, Gar Tridring. Depois de anos de campanhas exaustivas sofrida por seus soldados que na maioria não eram constituídas por soldados tibetanos, mas por tropas que foram convocadas dos exércitos vencidos. Grande parte dessas tropas passaram para o lado da Imperatriz Wu (Wu Zetian), que ofereceu um acordo de paz, não para o comandante Gar Tridring, mas ao tsempo Tridu. Tridu e sua corte ao aceitar a proposta consolidaram sua posição junto aos Tang e desarticularam Tridring. 
Pouco tempo depois os membros mais proeminentes do clã Gar foram convidados para uma caçada onde foram encurralados e executados. Antes de Tridring ficar sabendo do massacre o tempo atacou as tropas exaustas do general e derrotou-o. A partir desse momento Tridu pode reafirmar-se como soberano divino do Tibete. Mas os problemas com os Tang foram retomados logo a seguir. Em 692 a Imperatriz Wu começa a expandir suas fronteiras em direção a Ásia Central. 

## Resistência à ofensiva Tang
Em 695, A Dinastia Tang enfrentou uma revolta tripla no Norte. As tribos nômades do norte conhecidas como Quitais, que originalmente viviam em algum lugar próximo ao rio Liao, haviam se mudado para o sul em direção à fronteira Tang e agora estavam nas proximidades da cidade de Pequim, sede do governador militar do norte. Ao mesmo tempo, o Canato Turco Oriental, que estava sob o domínio Tang desde a conquista de Tang Taizong em 630, se rebelou. Os turcos do Canato Oriental estavam cada vez mais insatisfeitos com seu lugar na sociedade Tang. Um dos descendentes da antiga família real chamado Mo-Ch'o, liderou os turcos orientais em uma rebelião. Enquanto os Quitais invadiam Pequim, as tropas de Mo-Ch'o invadiam a fronteira noroeste. 
Ao mesmo tempo, os tibetanos começaram a lançar ataques contra as terras vizinhas à Bacia do Tarim. O momento dos ataques sugere que os três exércitos inimigos estavam em algum tipo de comunicação. Mo-Ch'o sugeriu aos Quitais que atacassem; assim que a invasão começou, ele enviou mensagens ao Imperatriz Wu oferecendo-se para lutar contra os Quitais em nome dos Tang, em troca de pagamentos muito elevados. A ex-imperatriz concordou com este plano. Mo-Ch'o atacou e derrotou os Quitais em 696. Então, depois de receber seu pagamento, se voltou contra os Tang novamente. Em poucos anos, ele conseguiu reconstruir o poder do Canato Oriental. Os tibetanos, enquanto isso, conquistaram a parte sul da Bacia do Tarim, e os exércitos tibetanos marcharam para a China, chegando a trezentos quilômetros a oeste da própria Changan. Isso era o máximo que eles podiam se estender sem perigo de colapso, então eles aceitaram a oferta do imperador de reagate, pegaram o dinheiro e se retiraram. 

## A morte e sucessão
Tridu Songtsen morreu em 704 em uma batalha no território de Nanchao na atual província chinesa de Iunã. Os Anais Tang afirmam que ele estava a caminho de suprimir reinos vassalos nas fronteiras ao sul do Tibete, que incluíam nesta época o Nepal e partes do norte da Índia.  Houve uma disputa entre seus filhos, mas depois de muito tempo, foi vencedor Tride Tsuktsen (Wylie: khri lDe gtsug btsan), mais tarde conhecido como Me Agtsom. 
Tridu está enterrado ao lado de seu pai no cemitério Real perto de Yarlung.  